# St. Margareth (Mintraching)

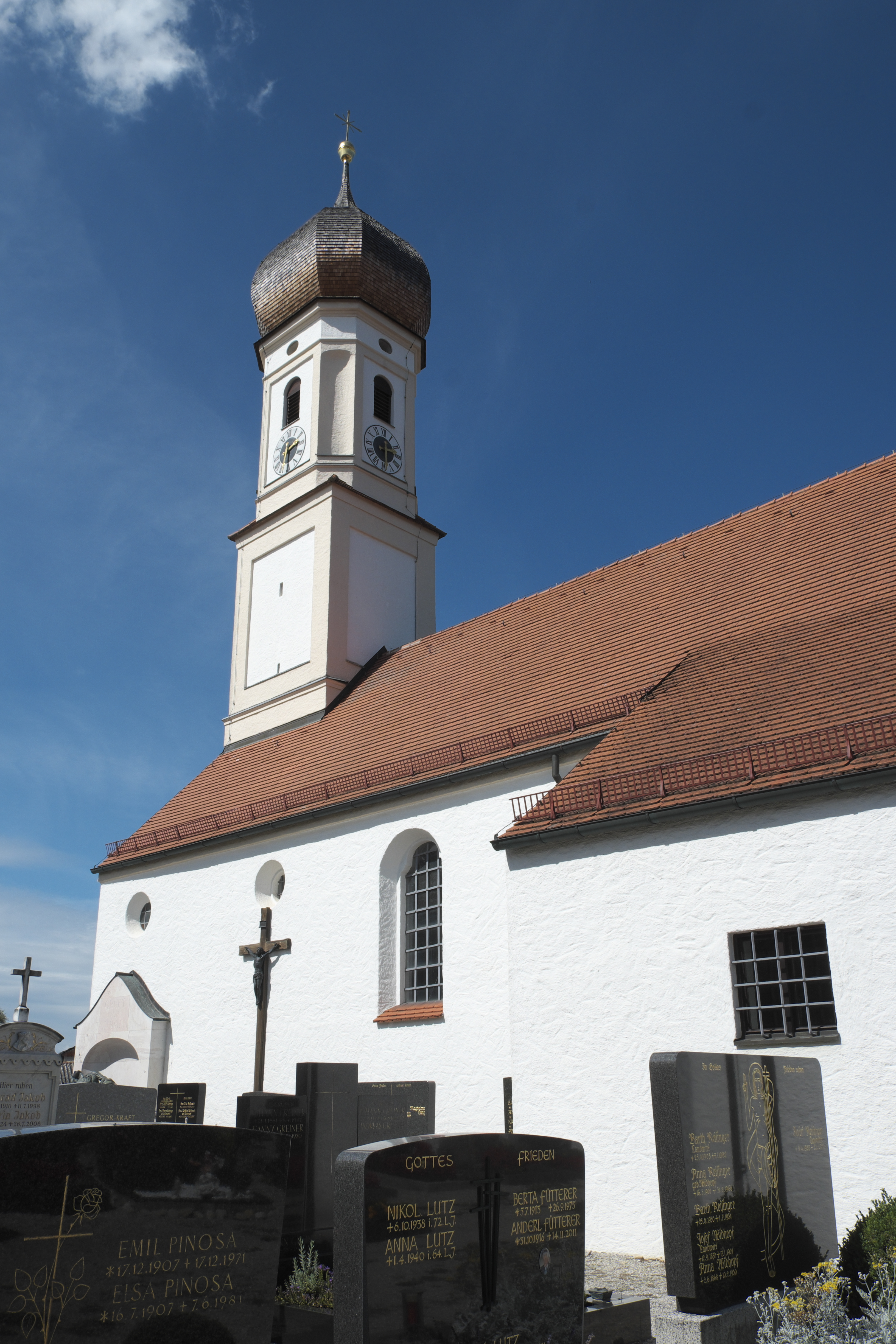
Kirche St. Margaret in Mintraching (Grüneck) (2020)

Die römisch-katholische Filialkirche St. Margareth befindet sich in Mintraching (Grüneck), einem Ortsteil der oberbayerischen Gemeinde Neufahrn bei Freising im Landkreis Freising. Die Kirche gehört seit 1921 zur Pfarrei St. Franziskus von Assisi in Neufahrn (zuvor Pfarrei Eching bzw. mit dieser 1354 dem Kloster Weihenstephan inkorporiert) und zur Erzdiözese München und Freising. Das Patrozinium der hl. Margaret ist am 20. Juli. Die Kirche ist als Baudenkmal im Bayernatlas unter der Aktennummer D-1-78-145-15  eingetragen.

## Baulichkeit
Die einschiffige Kirche ist ein spätgotischer Saalbau mit einer flachen Decke und einem leicht eingezogenen, gewölbten Polygonalchor. Der Westturm von 1736 ist mit einer Zwiebelhaube gedeckt, die Kirche besitzt eine angefügte Sakristei und um sie herum liegt der Mintrachinger Friedhof. Nach dem Einsturz von 1735 wurde sie barock erneuert und vergrößert. Die Kirche wurde vielfach renoviert: 1862, 1904/05 Erneuerung des zuvor schindelgedeckten Daches durch Biberschwänze, 1937/38 Einbau einer Kommunionbank, 1968 Errichtung eines Volksaltars und Entfernung der Kommunionbank, 1983 Erneuerung des Außenputzes und eine neue Kuppel mit der ursprünglichen Schindeldeckung, 1999 Neubemalung des Kirchturms, 2012 Renovierung der Friedhofsmauer.

## Geschichte
Eine Kirche in Mintraching wird bereits im Jahr 800 erwähnt, damals hat Abt Cundheri auf der Reisbacher Synode dem Bischof von Freising auch die Mintrachinger Kirche zurückgegeben. Der ursprüngliche Patron der Kirche war der hl. Nikolaus zusammen mit der hl. Margaret. Bei der neuen Konsekration der Kirche am 14. Mai 1709 durch Fürstbischof Johann Franz Eckher von Kapfing und Liechteneck wurde das Patrozinium auf die Märtyrerin hl. Margaret geändert, der frühere Kirchenpatron wird aber weiterhin auf der rechten Seite des Hauptaltars und auf den Deckengemälden dargestellt.

## Ausstattung
In der Mitte des Hochaltars sitzt eine schmerzhafte Muttergottes, die den vom Kreuz abgenommenen toten Jesus in ihrem Schoß hält. Auf der linken Seite des Hochaltars befindet sich eine Statue der Märtyrerin Margareth mit dem Teufel als Drachen. Auf der rechten Seite ist der heilige Nikolaus dargestellt.
Die Kirche besitzt zwei Seitenaltäre, u. zw. einen Marienaltar auf der linken. der sogenannten Frauenseite und einen Josefsaltar, der nach 1904 neu errichtet wurde, auf der rechten. der sogenannten Männerseite. Eine Darstellung der Anna Selbdritt aus dem 16. Jahrhundert steht am linken Seitenaltar. In der Mitte des linken, barocken Seitenaltars steht eine spätgotische Madonna (Ende 15. Jahrhunderts) auf der Mondsichel mit dem Jesuskind auf dem Arm. Ebenso ist hier eine fellbekleidete, spätgotische Figur des hl. Johannes des Täufers aufgestellt. In den Auszügen befinden sich Darstellungen der hl. Magdalena und des hl. Joachim. Über dem Volksaltar hängt im Triumphbogen eine Rosenkranzmadonna.
Die barocke Kanzel wurde 1968 wegen Baufälligkeit entfernt; an der Stelle befindet sich nun eine Figur des hl. Sebastian. Auf der gegenüberliegenden Südseite des Kirchenschiffs hängt ein großer gotischer Kruzifixus. darunter ist ein goldgerahmtes Allerseelenbild.
An der linken Chorwand hängt der „Mintrachinger Wasserchristus“, ein gotischer Schmerzensmann auf einem Tragekreuz mit einem ungewöhnlich kleinen Kopf; er wird bei den alljährlichen Wallfahrten nach Altötting mitgetragen.
Die Deckenfresken zeigen im Chor die Hl. Dreifaltigkeit und den hl. Josef. Die Decke des Kirchenschiffs ist mit Bildern aus dem Leben des hl. Nikolaus ausgemalt; Darstellungen der Kirchenväter Gregor, Augustinus, Ambrosius und Hieronymus sowie der Heiligen Benno und Korbinian, Bischof von Freising, befinden sich an der Orgelempore. Die Fresken wurden 1905 von dem Kirchenmaler Adalbert Kromer († 1919) gemalt.

## Glocken
Über die ganz frühen Glocken liegen keine Informationen vor. Aber bereits bei der Konsekration von 1709 sind zwei Glocken bezeugt. Dies dürfte die Ausstattung bis zum Ersten Weltkrieg gewesen sein. 1917 wurde eine Glocke beschlagnahmt und für Kriegszwecke eingeschmolzen. Durch eine List ist es den Mintachingern gelungen, die kleinere Glocke (188 kg, 50 cm hoch, Durchmesser 68 cm, auf die Tonart fis gestimmt) abzugeben und die größere zu behalten. Aufgrund einer Sammlung konnte bereits 1921 eine neue Glocke angeschafft und durch Pfarrer Seidenberger geweiht werden. Zu Beginn des Zweiten Weltkrieges musste wieder die größere der Glocken abgeliefert werden. Bereits 1946 konnten drei neue Glocken angeschafft werden. Die größte davon wurde von dem Schmiedemeister Anton Hofmann gestiftet; sie trägt die Aufschrift „PATRONA-BAVARIAE, BESCHÜTZE UNSER LAND, gestiftet von Anton Hofmann, Schmiedemeister in Mintraching“. Die zweitgrößte Glocke trägt die Inschrift „HL. NIKOLAUS SCHTZPATRON GESTIFTET VON DER ORTSCHAFT Mintraching“. Die dritte Glocke hat die Aufschrift „HERZ JESU ERBARME DICH UNSER, GESTIFTET VON DER GEMEINDE MINTRACHING“. Die kleinste Glocke ist 1921 angeschafft worden, sie trägt die Aufschrift „Hl. Herz Jesu, erbarme dich unser und der Sterbenden“ und wird nun als Sterbeglocke verwendet. Die kleinste Glocke wurde von der Glockengießerei Josef Bachmaier in Erding gegossen, die anderen drei von der Firma Johann Hahn und Söhne, Landshut und Reichenhall.
Die beiden großen Glocken werden auch von der Turmuhr für die Anzeige der Stunden und Viertelstunden verwendet. Das Geläut wird noch (2013) händisch betrieben.